# Бельтран, Гильермо
Гильермо Алексис Бельтран Паредес (исп. Guillermo Alexis Beltrán Paredes; 25 июня 1984 года, Сан-Хуан-Баутиста) — парагвайский футболист, играющий на позиции нападающего. Ныне выступает за парагвайский клуб «Гуарани».

## Клубная карьера
Гильермо Бельтран начинал свою карьеру футболиста в парагвайском «Индепендьенте». В 2006 году он перебрался в асунсьонский «Насьональ», где ему не хватало игровой практики. Вторую половину 2008 года Бельтран провёл за парагвайскую команду «12 октября». 31 октября 2010 года он сделал покер за «Насьональ» в гостевом поединке против команды «Соль де Америка», проходившего в рамках Апертуры 2010.
В середине 2011 года Бельтран перешёл в колумбийский «Онсе Кальдас». 22 декабря того же года он забил свой первый гол в колумбийской Примере, в ответном матче финала Финалисасьона 2011 против «Атлетико Хуниора», позволивший его команде перевести противостояние в дополнительное время. «Онсе Кальдас» всё же в итоге уступил в серии пенальти, в которой Бельтран не реализовал решающий удар.
В феврале 2012 года Бельтран вернулся в Парагвай, подписав контракт с «Серро Портеньо». Вторую половину 2014 года он провёл на правах аренды за бразильскую «Виторию», сыграв за неё 12 матчей в Серии А, но не забив ни одного гола. 22 апреля 2014 года Бельтран сделал пента-трик за «Серро Портеньо» в домашней игре с командой «Депортиво Капиата», проходившей в рамках Апертуры 2014.
С июля 2017 года Гильермо Бельтран выступает за асунсьонский «Гуарани».

## Достижения
«Насьональ»
- Чемпион Парагвая (1): Кл. 2009

 «Серро Портеньо»
- Чемпион Парагвая (3): Ап. 2012, Кл. 2013, Ап. 2015